# Rocchette
Ne doit pas être confondu avec Rocchette di Fazio.
Rocchette est une frazione située sur la commune de Castiglione della Pescaia, province de Grosseto, en Toscane, Italie. Au moment du recensement de 2011 sa population était de 9 habitants.

## Géographie
Rocchette est une station balnéaire dans la côte tyrrhénienne de la Maremme grossetaine, à 30 km de la ville de Grosseto.

## Monuments
- Fort de Rocchette : il a été construit comme une tour de guet au Moyen Âge et il a été restructuré par les Médicis au XVIe siècle.
- Chapelle de Madonna del Carmine (XVIIIe siècle), chapelle du château
- Tour de Cala Galera, tour côtière qui a été construite par la république de Pise au XIIIe siècle avec une fonction de guet, devenant au cours des siècles suivants l'un des points de référence pour le système de défense de cette partie de la côte du grand-duché de Toscane.